# (10208) Germanicus
(10208) Germanicus est un astéroïde de la ceinture principale.

## Description
(10208) Germanicus est un astéroïde de la ceinture principale. Il fut découvert le 30 août 1997 à Santa Lucia par Antonio Vagnozzi. Il présente une orbite caractérisée par un demi-grand axe de 2,24 UA, une excentricité de 0,20 et une inclinaison de 4,6° par rapport à l'écliptique.

## Compléments
Il a ainsi été nommé en l'honneur de Germanicus.